# Манса-ла-Курьер
Манса́-ла-Курье́р (фр. Mansat-la-Courrière, окс. Mançac la Corriéra) — коммуна во Франции, находится в регионе Лимузен. Департамент коммуны — Крёз. Входит в состав кантона Бурганёф. Округ коммуны — Гере.
Код INSEE коммуны — 23122.

## Население
Население коммуны на 2010 год составляло 87 человек.
| 1962 | 1968 | 1975 | 1982 | 1990 | 1999 | 2010 |
| ---- | ---- | ---- | ---- | ---- | ---- | ---- |
| 127  | 118  | 112  | 100  | 100  | 94   | 87   |

## Экономика
В 2010 году среди 58 человек трудоспособного возраста (15—64 лет) 40 были экономически активными, 18 — неактивными (показатель активности — 69,0 %, в 1999 году было 64,8 %). Из 40 активных жителей работали 37 человек (18 мужчин и 19 женщин), безработных было 3 (2 мужчин и 1 женщина). Среди 18 неактивных 7 человек были учениками или студентами, 7 — пенсионерами, 4 были неактивными по другим причинам.